# Федерација арапских република
Федерација арапских република (арап. اتحاد الجمهوريات العربية, латиницом: ittiħād al-jumhūriyyāt al-`arabiyya) је покушај Муамера ел Гадафија да уједини Либију, Египат и Сирију у једну панарапску државу. Федерација је формирана у марту 1972. године након референдума у све три државе, а званично успостављена 1. јула 1972. године. Постојала је до марта 1977. године.
Гадафи је у неколико наврата покушао ујединити Либију са осталим арапским државама. Покушавано је 1969. са Египтом, Суданом и Сиријом; 1974. са Тунисом; 1980. са Сиријом; 1981. са Чадом; 1984. са Мароком и 1990. са Суданом. Ниједна од предложених унија није остварена.